# Taibao, Heilongjiang
Taibao (kinesiska: 太保, 太保镇) är en köping i Kina. Den ligger i provinsen Heilongjiang, i den nordöstra delen av landet, omkring 370 kilometer öster om provinshuvudstaden Harbin. Antalet invånare är 11 637. Befolkningen består av 5 652 kvinnor och 5 985 män. Barn under 15 år utgör 14,0 %, vuxna 15-64 år 76 %, och äldre över 65 år 8,0 %.
Genomsnittlig årsnederbörd är 815 millimeter. Den regnigaste månaden är juli, med i genomsnitt 186 mm nederbörd, och den torraste är januari, med 5 mm nederbörd.